# Crocicreas
Crocicreas is een geslacht van schimmel dat behoort tot de ore Helotiales van de ascomyceten. De typesoort is Crocicreas gramineum. De familie is nog niet eenduidig bepaald (incertae sedis).

## Soorten
Volgens Index Fungorum telt het geslacht 58 soorten (peildatum februari 2022):
| Soortnaam                                | Auteur(s)                                     | Publicatiejaar |
| ---------------------------------------- | --------------------------------------------- | -------------- |
| Crocicreas albidum                       | Raitv. & H.D. Shin                            | 2003           |
| Crocicreas alnifructus                   | Raitv. & Kutorga                              | 1992           |
| Crocicreas alpinum                       | (Stadelmann) S.E. Carp.                       | 1980           |
| Crocicreas bactrosporum                  | S.E. Carp.                                    | 1981           |
| Crocicreas bambusae                      | (M.P. Sharma, K.S. Thind & Rawla) M.P. Sharma | 1985           |
| Crocicreas bambusicola                   | S.E. Carp.                                    | 1981           |
| Crocicreas basiacuminatum                | S.E. Carp.                                    | 1981           |
| Crocicreas bicolor                       | (Starbäck) S.E. Carp.                         | 1980           |
| Crocicreas bisetosum                     | S.E. Carp.                                    | 1981           |
| Crocicreas blechni                       | Raitv. & Schneller                            | 2007           |
| Crocicreas boreosinicae                  | H.D. Zheng & W.Y. Zhuang                      | 2015           |
| Crocicreas carpenteri                    | R. Sharma & Korf                              | 1982           |
| Crocicreas complicatum (Bremgeleikelkje) | (P. Karst.) S.E. Carp.                        | 1980           |
| Crocicreas corticola                     | Bonord.                                       | 1864           |
| Crocicreas cremeum                       | Arendh. & R. Sharma                           | 1983           |
| Crocicreas dispersellum                  | (P. Karst.) S.E. Carp.                        | 1980           |
| Crocicreas epicalamia                    | (Fuckel) Raitv. & Kutorga                     | 1992           |
| Crocicreas epifagicola                   | Iturr. & Korf                                 | 1999           |
| Crocicreas epitephrum                    | (Berk.) S.E. Carp.                            | 1980           |
| Crocicreas espeletiarum                  | S.E. Carp.                                    | 1981           |
| Crocicreas furvum                        | (Graddon) S.E. Carp.                          | 1980           |
| Crocicreas fusarioides                   | H.D. Zheng & W.Y. Zhuang                      | 2017           |
| Crocicreas fuscum                        | (W. Phillips & Harkn.) S.E. Carp.             | 1980           |
| Crocicreas giganteum                     | Mont.                                         | 1850           |
| Crocicreas gigantosporum                 | S.E. Carp.                                    | 1981           |
| Crocicreas gramineum                     | (Fr.) Fr.                                     | 1849           |
| Crocicreas helios                        | (Penz. & Sacc.) S.E. Carp.                    | 1980           |
| Crocicreas hieraciifolium                | P.R. Johnst.                                  | 1989           |
| Crocicreas hysterioides                  | (Rehm) S.E. Carp.                             | 1980           |
| Crocicreas ilicifolium                   | P.R. Johnst.                                  | 1989           |
| Crocicreas korfii                        | H.D. Zheng & W.Y. Zhuang                      | 2015           |
| Crocicreas labradoricum                  | Huhtinen                                      | 1985           |
| Crocicreas luteolum                      | H.D. Zheng & W.Y. Zhuang                      | 2016           |
| Crocicreas macrostipitatum               | P.R. Johnst.                                  | 1989           |
| Crocicreas magellanicum                  | Döbbeler                                      | 1999           |
| Crocicreas megalosporum                  | (Rea) S.E. Carp.                              | 1980           |
| Crocicreas melanosporum                  | (Rehm) S.E. Carp.                             | 1980           |
| Crocicreas minisporum                    | H.D. Zheng & W.Y. Zhuang                      | 2015           |
| Crocicreas multicuspidatum               | (Rodway) S.E. Carp.                           | 1980           |
| Crocicreas nematosporum                  | S.E. Carp.                                    | 1981           |
| Crocicreas nigrescens                    | (Rehm) S.E. Carp.                             | 1980           |
| Crocicreas nivale                        | (Rehm) S.E. Carp.                             | 1980           |
| Crocicreas nivellum                      | (P. Karst.) S.E. Carp.                        | 1980           |
| Crocicreas novae-zelandiae               | Whitton, K.D. Hyde & McKenzie                 | 2012           |
| Crocicreas phaeoconium                   | (Fairm.) S.E. Carp.                           | 1980           |
| Crocicreas pilifera                      | Raitv. & R. Galán                             | 1994           |
| Crocicreas pseudobambusae                | H.D. Zheng & W.Y. Zhuang                      | 2016           |
| Crocicreas quinqueseptatum               | S.E. Carp.                                    | 1981           |
| Crocicreas rufescens                     | S.E. Carp.                                    | 1981           |
| Crocicreas sellingensis                  | Graddon                                       | 1990           |
| Crocicreas septemseptatum                | S.E. Carp.                                    | 1981           |
| Crocicreas sessilis                      | Samuels & Rogerson                            | 1990           |
| Crocicreas solare                        | S.E. Carp.                                    | 1981           |
| Crocicreas spicarum                      | (Rehm) S.E. Carp.                             | 1980           |
| Crocicreas stramineum (Geel geleikelkje) | (Berk. & Broome) S.E. Carp.                   | 1980           |
| Crocicreas sulphurea                     | Raitv. & R. Galán                             | 1994           |
| Crocicreas triseptatum                   | S.E. Carp.                                    | 1981           |
| Crocicreas xinjiangensis                 | H.D. Zheng & W.Y. Zhuang                      | 2015           |